# Valdesalor
Valdesalor är ett samhälle i Spanien.   Det ligger i provinsen Provincia de Cáceres och regionen Extremadura, i den centrala delen av landet, 250 km sydväst om huvudstaden Madrid. Valdesalor ligger 370 meter över havet och antalet invånare är 593.
Terrängen runt Valdesalor är platt. Runt Valdesalor är det ganska glesbefolkat, med 22 invånare per kvadratkilometer. Närmaste större samhälle är Cáceres, 11,1 km norr om Valdesalor. Omgivningarna runt Valdesalor är huvudsakligen savann.